# 岩本勝也
岩本 勝也（いわもとかつや、1965年2月6日 - ）は、デザイナーである。商空間を主に、プロダクト、建築などのプロジェクトを手掛けている。

## 略歴
1965年大阪府大阪市生まれ。大阪芸術大学卒業後、丹青社入社。ミュージアムデザインを多く手掛けた後、1992年「デザインとは目的を具現化して社会や人を幸せにすること」を基本理念にエンバディデザインを設立。その後、2004年には、別組織としてレーベルクリエーターズを立ち上げた。